# Московский телевизионный канал
«Московский телевизионный канал (МТК)» — московский телеканал, осуществлявший своё вещание на 3 ТВК в Москве и Московской области с 27 декабря 1991 по 8 июня 1997 года в вечернее время в ежедневном режиме с 18:00 до 23:00 МСК. Редакции и студии телеканала располагались в телецентре «Останкино» (АСК-1).

## История
27 декабря 1991 года с упразднением Всесоюзной ГТРК и ЦТ СССР, прекратила своё существование Московская программа ЦТ. МТК (3 ТВК) перешёл сначала РГТРК «Останкино», а с 9 июня 1992 года к АО «РМТРК „Москва“». Оно осуществляло своё вещание в вечернее время в ежедневном режиме с 18:00 до 23:00 МСК.
Изначально будничная программа «МТК» включала в себя выпуск информационной программы «Московский телетайп» в 18:45, информационной программы для Московской области «Панорама Подмосковья» в 19:00, программу «Добрый вечер, Москва!» в 19:30, выпуск «Новостей Останкино» (одновременно он шёл и на 1-м канале Останкино) и эфир информационной программы «Хроника» в 21:35 и продолжения программы «Добрый вечер, Москва». 20 апреля 1992 года был добавлен ещё один выпуск «Московского телетайпа» в 22:50. В рамках эфира МТК в вечернее время в ежедневном режиме, кроме воскресенья, транслировалась часовая (обычно с 18:30 до 19:30) программа московского областного телевидения — «Подмосковье». Также на телеканале транслировались концерты эстрадных исполнителей, иногда — рок-фестивалей, проходивших в Москве. Выпуск передач в утренней и дневной программе осуществляло товарищество «2x2». Утренне-дневная сетка, не подчинявшаяся «МТК», включала в себя повторные показы художественных телефильмов, мультфильмы, телесериалы зарубежного производства, музыкальные клипы и передачи собственного производства.
30 июня 1992 года по МТК прекратился показ «Новостей Останкино». С этого же момента и до 1996 года на МТК, ввиду того, что он перестал подчиняться РГТРК «Останкино», также не осуществлялись трансляции официальных телепрограмм синхронного телевещания (в случае с данным каналом это была только минута молчания 9 мая; демонстрация подобных передач не велась, в свою очередь, и на частном канале 2х2, вещавшем в нерабочее время МТК). Её одновременный показ был предложен общероссийским центральным и дециметровым вещателям в качестве совместной акции только после полной замены РГТРК «Останкино» на ОРТ. 1 июля 1992 года телеканал начал показ многосерийных фильмов, выпущенных в странах Латинской Америки. Первым сериалом стала мексиканская теленовелла «Никто, кроме тебя».
3 октября 1993 года телеканал завершил своё вещание в 19:38 по московскому времени в связи с вооружённой осадой РГТРК «Останкино». В это время шёл показ авторской программы Александра Крутова «Русский дом». После осенних событий 1993 года выпуск «Русского дома» на МТК на некоторое время был приостановлен, но уже через полгода передачу восстановили в сетке вещания.
В 1995 году РМТРК «Москва» выкупила у «Fox» права на показ 220 серий «Династии» с Хизер Локлир. Желающих заключить сделку с «Fox» нашлось немало. В частности, сериал очень хотела показать у себя МНВК «ТВ-6», а на последнем этапе переговоров борьбу за покупку прав на показ сериала вело вновь образованное АО «ОРТ».
С 11 января по 7 июня 1997 года на МТК выходила телеигра «Сто к одному», ранее шедшая на канале «НТВ» и позже переместившаяся на канал «ТВ Центр».

### Закрытие
Вечером 8 июня 1997 года «МТК» прекратил своё вещание вместе с телеканалом «2х2». На следующий день начато совместное вещание телеканалов «Московия» и «ТВ Центр». Часть программ, производившихся самой РМТРК «Москва» или по её заказу, продолжили выходить в эфире телеканала «ТВ Центр», а программы телеканала «2х2» были перемещены на отдельный дециметровый канал. Некоторые передачи, выходившие на «МТК», впоследствии выходили на других московских каналах: «Московия», «31 канал», «Столица» и «Телеэкспо».
В последние 2 года популярность телеканала постоянно падала: по данным Russian research и других исследовательских организаций, число зрителей, смотревших «МТК», за указанный период упало почти в десять раз. Качество вещания и показываемых передач также не соответствовало уровню современного на тот момент российского телевидения, одним из чиновников московского правительства тех лет «МТК» воспринимался как «доперестроечный канал, представлявший собой одну сплошную рекламную паузу за вычетом бесконечных сериалов».

## Программы
- Московский телетайп — информационная программа. Ведущие — Алексей Сонин[28], Юрий Новоселов, Наталия Эфрусси, Дмитрий Горин, Андрей Леонов, Наталья Аглицкая
- Новости недели — информационно-аналитическая программа. Ведущие — Алексей Сонин, Андрей Леонов[29]
- Градъ-Город — закадровый голос Рамил Ибрагимов (позже на «31 канале» и на телеканале «Столица»)
- Толкучка — рекламная передача, первоначально называлась «ГКЧП» («Где? Кто? Что? Почём?»)
- Знакомое лицо с Ниной Самойловой
- Проще простого (также на «РТР», позже повторы демонстрируются на телеканале «Вопросы и ответы»)[30]
- Автосфера
- Субботний вечер с Андреем Леоновым
- Чужие здесь не ходят (позже на телеканале «Столица»)
- Деловая Москва (позже на телеканале «ТВ Центр»)[31]
- Наедине
- Финансовый вестник
- Балда — игра для умных со Степаном Полянским и Сергеем Крыловым (позже на «СТС» с Александром Панкратовым-Чёрным)
- Город чудный, город древний (позже на телеканале «ТВ Центр»)
- Русский дом с Александром Крутовым[32] (позже на телеканале «Московия»/«Третий канал»)
- Здоровье, которое можно купить
- На садовом участке
- Лицом к городу с Борисом Ноткиным (позже на телеканале «ТВ Центр»)[33]
- Деловой вестник
- Коммерческий калейдоскоп (позже на телеканале «ТВ Центр»)
- Музыкальный экспресс[34]
- Сказочный город
- Русский огород
- Московский коммерческий вестник
- Всемирная кулинария
- Такая вот история
- Исторический калейдоскоп
- Магия моды с Наталией Козловой (1997, позже на телеканале «ТВ Центр» и «СТС»)[35][36][37][38]. Режиссёр — Василий Чигинский[39]
- Подмосковье
- Полчаса о туризме (позже на телеканале «Телеэкспо»)
- Петровка, 38 (сейчас на телеканале «ТВ Центр»)
- Подумаем вместе (позже на телеканале «ТВ Центр»)
- TV пицца[40]
- Зоомагазин с Анной Некрушевой (позже на телеканале «Московия»)
- Кто есть кто
- Политическое ателье с Кирой Владиной[41]
- С вами Аллан Чумак. Оздоровительные сеансы[42][43][44]
- ФинТраст Хит (1994, хит-парад российских музыкальных клипов)
- Мужские и женские истории (1995, ведущий — Валерий Комиссаров)
- Портмоне (позже на телеканале «Московия»)[45]
- Клуб откровенных мужчин (1996, ведущий — Валерий Комиссаров)
- Приглашает Борис Ноткин (позже на телеканале «ТВ Центр»)
- Не просто люкс (позже на телеканале «ТВ Центр»)
- Добрый вечер, Москва! Ведущие — Анеля Меркулова[46], Лариса Кривцова, Борис Ноткин, Дмитрий Горин[47]
- Спортивный канал[48]. Ведущий — Игорь Фесуненко[49][50][51]
- Визитная карточка — информационная программа о бизнесе. Автор и продюсер Денис Буреев, режиссёр Всеволод Супрун
- Погода (производство телекомпании «Метео-ТВ»)
- Ни хвоста, ни чешуи! Ведущий — Леонид Чучин
- Московское время-850 с Ларисой Кривцовой[52][53]
- Шоу-досье с Лионом Измайловым
- Наблюдатель — первый выпуск программы о новостях культуры с Мариной Тимашевой и Петром Алешковским (позже на телеканале «ТВ Центр»)
- Экспоновости (позже попеременно на телеканале «Московия»/«ТВМ» и «ТВ Центр»)
- Сто к одному (ранее на «НТВ», позже на телеканалах «ТВ Центр», сейчас на телеканале «РТР/Россия/Россия-1»)
- В нашу гавань заходили корабли — музыкальная программа[54] (позже на телеканалах «ТВ-Центр Столица», «НТВ», «ТВ-6», «ТВС» и «Пятый канал»)
- Медицинское обозрение с Юлией Белянчиковой (позже на телеканалах «Московия»/«Третий канал», «ТНТ», «ТВ-3», «ДТВ/Перец»). Режиссёр — Юрий Крикунов[55]
- Мир Dendy с Семёном Фурманом. Режиссёр — Василий Чигинский[39]
- 2 марта 1995 года с 19:00 до 21:00 шла ретрансляция выпуска ток-шоу «Час пик», посвящённого Владиславу Листьеву, который был убит вечером прошлого дня, и вечера памяти телеведущего в концертной студии «Останкино» с «1-го канала Останкино» (также на «РТР», «НТВ», «ТВ-6» и «Пятом канале»)

## Спортивные трансляции
- Хоккей. Кубок Спартака (1994). Комментаторы: Евгений Зимин и Александр Бармин (позже на «ТВ-6», «ОРТ» и телеканале «Спорт»). Трансляции делала студия «Спорт+Спорт»[56]
- Футбол. Кубок УЕФА 1996/1997. ЦСКА — «Фейеноорд» (10 сентября 1996 года, без упоминания в печатных телепрограммах). Комментатор — Владимир Перетурин[57]

## Телесериалы
- «Никто, кроме тебя»
- «Моя вторая мама»
- «Моя любовь, моя печаль»
- «Династия»
- «Династия: Примирение»

Часть телесериалов на старом 2х2 и на вещавшем вместе с ним МТК шла с одноголосым закадровым голосом переводчика-испаниста Никиты Винокурова.

## Мультсериалы
- «Ультраман»

## РМТРК «Москва»
АО «РМТРК „Москва“» получило лицензию 9 июня 1992 года для вещания по МТК и Московской радиопрограмме вместо Студии московских программ РГТРК «Останкино». 60 % акций было у Московской городской администрации, учредители: Москомимущество, Комитет по имуществу Московской области и трудовой коллектив. В 1994—1995 годах была разделена на телекомпанию «Москва» и одноимённое радио.

## Руководители

### Генеральный директор
- Айгар Мисан

### Главные редакторы службы информации
- Андрей Леонов (1996—1997)

### Художественный руководитель
- Юрий Николаев (1996—1997)[62]

### Директор московских информационных программ
- Игорь Арбузов

## Радио «Москва»
Изначально вещало на одной частоте с «Первой программой Всесоюзного Радио». Вместе с московским городским радио вещало и московское областное радио. Сейчас на этой частоте вещает радиостанция «Радио России». Вещала по будням с 7:00 по 8:00 (программа состояла из утренней гимнастики, информации и справочного бюро), с 9:00 по 10:00 (эфир информационно-аналитической программы «На городские темы» и справочного бюро) с 17:00 по 18:00 (эфир «Московских известий», прямой связи с городом и передачи «Программа крупным планом»). В субботу программа вещала с 8:00 по 8:30 (передача «Московская мозаика») и с 15:00 по 16:00 (передача «Московская панорама»).